# Les Noces de cendre
Pour plus de détails, voir Fiche technique et Distribution.
Les Noces de cendre (Ash Wednesday) est un film américain réalisé par Larry Peerce, sorti en 1973.

## Synopsis
Afin de sauver son mariage qui bat de l'aile, Barbara Sawyer a recours à la chirurgie esthétique avant de s’installer dans une station de ski à Cortina d’Ampezzo. Attendant l'arrivée de son mari, Mark, elle se fait courtiser par le playboy Erich. Lorsque son mari apparait enfin, le plan de Barbara ne se déroule plus comme prévu.

## Fiche technique
- Titre : Les Noces de cendre
- Titre original : Ash Wednesday
- Réalisation : Larry Peerce
- Scénario : Jean-Claude Tramont
- Production : Dominick Dunne
- Société de production : Sagittarius Productions
- Photographie : Ennio Guarnieri
- Montage : Marion Rothman
- Musique : Maurice Jarre
- Décors : Phil Abramson (en)
- Costumes : Edith Head et Annalisa Nasalli-Rocca (it)
- Pays d'origine : États-Unis
- Langue : anglais
- Format : Couleur (Technicolor) - Son : Mono
- Genre : Drame
- Durée : 99 minutes
- Date de sortie :
  - États-Unis : 1er novembre 1973

## Distribution
- Elizabeth Taylor : Barbara Sawyer
- Henry Fonda (VF : René Arrieu[1]) : Mark Sawyer
- Helmut Berger : Erich
- Keith Baxter (en) : David
- Maurice Teynac : Docteur Lambert
- Margaret Blye : Kate
- Monique van Vooren : La femme allemande
- Henning Schlüter : Le joueur de bridge
- Dino Mele : Mario
- Kathy Van Lypps : Mandy
- Dina Sassoli : Infirmière Ilse
- Carlo Puri : Paolo
- Jose De Vega : Tony Gutierrez